# Pseudocellus oztotl
Espèce
Pseudocellus oztotl est une espèce de ricinules de la famille des Ricinoididae.

## Distribution
Cette espèce est endémique du Puebla au Mexique. Elle se rencontre dans la grotte Sótano Tres Quimeras.

## Description
Le mâle holotype mesure 6,70 mm et la femelle paratype 6,50 mm.

## Publication originale
- Valdez-Mondragón & Francke, 2011 : Four new species of the genus Pseudocellus (Arachnida: Ricinulei: Ricinoididae) from Mexico. Journal of Arachnology, vol. 39, no 3, p. 365-377 (texte intégral).